# Championnat de République tchèque de hockey sur glace 1996-1997
Saison précédente Saison suivante
La saison 1996-1997 a été la quatrième saison des championnats de hockey sur glace de République tchèque : l’Extraliga, la première division, la 1. liga, second échelon, la 2. liga, troisième division et des autres divisions inférieures. Les résultats présentés ici ne reprendront que les trois premières divisions.

## Résultats de l'Extraliga
Comme la saison précédente, quatorze équipes participent à la saison régulière et alors que douze équipes jouer les playoffs, se sont uniquement les huit meilleures au classement général qui vont y participer.

### Première phase

#### Classement de la saison régulière
| Place | Équipe                      | PJ | V  | D  | N  | BP  | BC  | Pts |
| ----- | --------------------------- | -- | -- | -- | -- | --- | --- | --- |
| 1er   | HC Petra Vsetín             | 52 | 34 | 7  | 11 | 198 | 120 | 75  |
| 2e    | HC Sparta Praha             | 52 | 28 | 11 | 13 | 227 | 168 | 67  |
| 3e    | HC Vítkovice                | 52 | 25 | 12 | 15 | 160 | 120 | 62  |
| 4e    | HC Železárny Třinec         | 52 | 23 | 10 | 19 | 175 | 152 | 56  |
| 5e    | HC IPB Pojišťovna Pardubice | 52 | 25 | 5  | 22 | 170 | 164 | 55  |
| 6e    | HC Poldi Kladno             | 52 | 21 | 12 | 19 | 132 | 152 | 54  |
| 7e    | HC České Budějovice         | 52 | 20 | 12 | 20 | 149 | 145 | 52  |
| 8e    | HC Slavia Praha             | 52 | 21 | 10 | 21 | 166 | 167 | 52  |
| 9e    | HC Chemopetrol Litvínov     | 52 | 20 | 12 | 20 | 171 | 185 | 52  |
| 10e   | AC ZPS Zlín                 | 52 | 22 | 6  | 24 | 179 | 179 | 50  |
| 11e   | HC ZKZ Plzeň                | 52 | 19 | 9  | 24 | 155 | 172 | 47  |
| 12e   | HC Olomouc                  | 52 | 16 | 11 | 25 | 122 | 155 | 43  |
| 13e   | HC Dukla Jihlava            | 52 | 13 | 10 | 29 | 140 | 187 | 36  |
| 14e   | HC Slezan Opava             | 52 | 10 | 7  | 35 | 125 | 203 | 27  |

#### Meilleurs pointeurs
Avec 37 buts, Jiří Dopita est meilleur buteur de la saison alors que Roman Horák décroche le titre de meilleur passeur et pointeur.
|    | Joueur           | Équipe     | B  | A  | Pts |
| -- | ---------------- | ---------- | -- | -- | --- |
| 1  | Roman Horák      | Sparta     | 21 | 52 | 73  |
| 2  | Jiří Dopita      | Vsetín     | 30 | 31 | 61  |
| 3  | Tomáš Vlasák     | Litvínov   | 26 | 34 | 60  |
| 4  | Richard Král     | Třinec     | 24 | 34 | 58  |
| 5  | Richard Žemlička | Sparta     | 29 | 27 | 56  |
| 6  | Aleš Zima        | Zlín       | 22 | 34 | 56  |
| 7  | Martin Rousek    | Litvínov   | 23 | 32 | 55  |
| 8  | Vladimír Růžička | Slavia     | 22 | 32 | 54  |
| 9  | Radek Ťoupal     | Budějovice | 18 | 36 | 54  |
| 10 | Petr Kankovský   | Jihlava    | 25 | 28 | 53  |

### Play-offs

#### Résultats
Les play-offs se jouent en plusieurs matchs avec la victoire assurée pour l'équipe remportant trois matchs.
|  | Quarts de finale    | Quarts de finale |                 |                 | Demi-finales    | Demi-finales |  |  | Finale           | Finale |
|  | Quarts de finale    | Quarts de finale |                 |                 | Demi-finales    | Demi-finales |  |  | Finale           | Finale |
|  |                     |                  |                 |                 |                 |              |  |  |                  |        |
|  |                     |                  |                 |                 |                 |              |  |  |                  |        |
|  |                     |                  |                 |                 |                 |              |  |  |                  |        |
|  | HC Petra Vsetín     | 3                |                 |                 |                 |              |  |  |                  |        |
|  | HC Petra Vsetín     | 3                |                 |                 |                 |              |  |  |                  |        |
|  | HC Slavia Praha     | 0                |                 |                 |                 |              |  |  |                  |        |
|  | HC Slavia Praha     | 0                | HC Petra Vsetín | 3               |                 |              |  |  |                  |        |
|  |                     |                  | HC Petra Vsetín | 3               |                 |              |  |  |                  |        |
|  |                     | HC Pardubice     | 1               |                 |                 |              |  |  |                  |        |
|  | HC Pardubice        | HC Pardubice     | 1               | 3               |                 |              |  |  |                  |        |
|  | HC Pardubice        |                  |                 | 3               |                 |              |  |  |                  |        |
|  | HC Železárny Třinec | 1                |                 |                 |                 |              |  |  |                  |        |
|  | HC Železárny Třinec | 1                | HC Petra Vsetín | 3               |                 |              |  |  |                  |        |
|  |                     |                  | HC Petra Vsetín | 3               |                 |              |  |  |                  |        |
|  |                     | HC Vítkovice     | 0               |                 |                 |              |  |  |                  |        |
|  | HC Vítkovice        | HC Vítkovice     | 0               | 3               |                 |              |  |  |                  |        |
|  | HC Vítkovice        |                  |                 | 3               |                 |              |  |  |                  |        |
|  | HC Poldi Kladno     | 0                |                 |                 |                 |              |  |  |                  |        |
|  | HC Poldi Kladno     | 0                | HC Vítkovice    | 3               |                 |              |  |  |                  |        |
|  |                     |                  | HC Vítkovice    | 3               | Troisième place |              |  |  |                  |        |
|  |                     | HC Sparta Praha  | 0               |                 |                 |              |  |  |                  |        |
|  | HC České Budějovice | HC Sparta Praha  | 0               | 2               |                 |              |  |  |                  |        |
|  | HC České Budějovice |                  |                 | 2               |                 |              |  |  |                  |        |
|  | HC Sparta Praha     | 3                |                 | HC Sparta Praha | 2               |              |  |  |                  |        |
|  | HC Sparta Praha     | 3                |                 | HC Sparta Praha | 2               |              |  |  |                  |        |
|  |                     |                  |                 |                 |                 |              |  |  | České Budějovice | 0      |
|  |                     |                  |                 |                 |                 |              |  |  | České Budějovice | 0      |

#### Meilleurs pointeurs
|   | Joueur        | Équipe | B | A  | Pts |
| - | ------------- | ------ | - | -- | --- |
| 1 | Tomáš Sršeň   | Vsetín | 7 | 10 | 17  |
| 2 | David Výborný | Sparta | 7 | 7  | 14  |
| 3 | Jiří Zelenka  | Sparta | 4 | 8  | 12  |
| 4 | Jiří Dopita   | Vsetín | 7 | 4  | 11  |
| 5 | Andreï Galkin | Vsetín | 5 | 6  | 11  |

### Bilans de l'Extraliga
L’équipe de Vsetín, championne en titre et une nouvelle fois championne, est une nouvelle fois mise en avant au sein des meilleurs joueurs de la saison. Ainsi, l’équipe compte dans ses rangs : le meilleur gardien de but, Roman Čechmánek (troisième année consécutive), le meilleur défenseur, Antonín Stavjaňa et également le meilleur joueur de l’année en la personne de Jiří Dopita.
Radek Martínek, jeune joueur de České Budějovice est élu meilleur joueur débutant alors que son coéquipier, Radek Belohlav, reçoit le prix du fair-play.
Le joueur russe Dmitri Erofeïev évoluant sous les couleurs du dauphin de Vsetín, Vítkovice, est élu meilleur joueur étranger de la ligue. L’équipe type de la saison aligne Martin Prusek de Vítkovice dans les buts, son coéquipier Erofeïev et Stavjaňaen défense, Josef Beránek et Dopita de Vsetín en attaque, attaque complétée par Roman Lang du Sparta Praha. Jiří Brunclík est désigné meilleur arbitre de la saison et Vítkovice avec 7 717 spectateurs par match connaît la meilleure moyenne de la saison.

### Effectifs champions
Cette section présente les effectifs des équipes ayant fini au trois premières places du classement : dans l’ordre : le HC Petra Vsetín, le HC Vítkovice et le HC Sparta Praha.
HC Petra Vsetín
- Gardiens de buts : Roman Čechmánek, Ivo Pešat, Milan Zpěvák
- Défenseurs : Jiří Veber, Alekseï Iachkine, Antonín Stavjaňa, Michal Divíšek, Jan Srdínko, Tomáš Jakeš, Michal Šafařík, Leoš Kozel, Pavel Zubíček
- Attaquants : Jiří Dopita, Tomáš Sršeň, Tomáš Kapusta, Josef Beránek, Ondřej Kratěna, Rostislav Vlach, Michal Tomek, Andrej Galkin, Oto Haščák, Roman Stantien, David Hruška, Ivan Padělek, Daniel Tesařík, Lukáš Duba
- Entraîneurs : Jan Neliba et Zdislav Tabara

HC Vítkovice
- Gardiens de buts : Martin Prusek, Vladimír Hudáček
- Défenseurs : Dmitrij Jerofejev, Vítězslav Škuta, Aleš Tomášek, Pavel Kumstát, Rene Ševeček, Daniel Kysela, Jiří Jonák, Lukáš Galvas, Petr Gřegorek, Pavel Kubina
- Attaquants : Alexandr Prokopjev, David Moravec, Roman Šimíček, Tomáš Chlubna, Jan Peterek, Ivo Prorok, Luděk Krayzel, Roman Ryšánek, Aleš Krátoška, Libor Pavliš, Martin Kotásek
- Entraîneurs : Vladimír Vůjtek et Ladislav Svozil

HC Sparta Praha
- Gardiens de buts : Robert Schistad, Adam Svoboda, Martin Cinibulk, Ivo Čapek
- Défenseurs : Radek Hamr, Jaroslav Nedvěd, Jiří Vykoukal, Václav Burda, Ladislav Benýšek, František Ptáček, Jiří Kročák, Václav Benák, Daniel Zápotočný
- Attaquants : Roman Horák, Richard Žemlička, Patrik Martinec, David Výborný, Jiří Zelenka, Robert Lang, Andrej Potajčuk, Miroslav Hlinka, Jan Benda, Jaroslav Hlinka, Jan Hlaváč, Martin Hosták, Martin Chabada, Patrik Štefan, Jaroslav Roubík, Ivo Novotný, Radek Duda, Petr Havelka
- Entraîneurs : František Výborný et Berger

## Résultats de la1.liga
Les deux équipes finissant en tête du classement sont qualifiées pour jouer une phase de barrage, contre les équipes de la division supérieure. Chaque équipe de 1. liga joue contre une équipe d’Extraliga. Les deux dernières équipes de la ligue joueront par la suite une phase de relégation avec les deux meilleures équipes de 2.liga
| Place | Équipe                 | PJ | V  | D  | N  | BP  | BC  | Pts |
| ----- | ---------------------- | -- | -- | -- | -- | --- | --- | --- |
| 1er   | HC Karlovy Vary        | 52 | 29 | 13 | 10 | 186 | 125 | 71  |
| 2e    | HK Kralupy nad Vltavou | 52 | 26 | 14 | 12 | 170 | 120 | 66  |
| 3e    | IHC Písek              | 52 | 26 | 11 | 15 | 185 | 137 | 63  |
| 4e    | HC Kometa Brno         | 52 | 23 | 11 | 18 | 165 | 146 | 57  |
| 5e    | HC Beroun              | 52 | 22 | 10 | 20 | 170 | 162 | 54  |
| 6e    | HC Přerov              | 52 | 20 | 13 | 19 | 142 | 144 | 53  |
| 7e    | HC Havlíčkův Brod      | 52 | 22 | 8  | 22 | 153 | 141 | 52  |
| 8e    | HC Jindřichův Hradec   | 52 | 22 | 7  | 23 | 142 | 163 | 51  |
| 9e    | HC Stadion Liberec     | 52 | 18 | 14 | 20 | 144 | 155 | 51  |
| 10e   | HC Havířov             | 52 | 20 | 9  | 23 | 161 | 161 | 49  |
| 11e   | BHS Prostějov          | 52 | 17 | 12 | 23 | 165 | 176 | 46  |
| 12e   | Slovan Ústí nad Labem  | 52 | 19 | 6  | 27 | 147 | 200 | 44  |
| 13e   | SK Karviná             | 52 | 13 | 11 | 28 | 153 | 180 | 37  |
| 14e   | HC Sokolov             | 52 | 15 | 5  | 32 | 129 | 202 | 35  |

## Résultats de la2.liga
La 2.liga est composée de deux groupes dont les quatre premières équipes jouent une phase de playoffs puis une poule pour la montée à l'issue de la saison régulière. Les quatre équipes finissant aux dernières places de chaque groupe (deux équipes par groupe) sont reléguées en division régionale.

### Groupe A
| Place | Équipe                 | PJ | V  | D | N  | BP  | BC  | Pts |
| ----- | ---------------------- | -- | -- | - | -- | --- | --- | --- |
| 1er   | HC Decín               | 30 | 20 | 5 | 5  | 121 | 72  | 45  |
| 2e    | KLH Chomutov           | 30 | 21 | 2 | 7  | 139 | 72  | 44  |
| 3e    | BK Mladá Boleslav      | 30 | 20 | 2 | 8  | 119 | 74  | 42  |
| 4e    | Sportovní klub Kadaň   | 30 | 20 | 1 | 9  | 149 | 94  | 41  |
| 5e    | HC Neratovice          | 30 | 16 | 5 | 9  | 107 | 84  | 37  |
| 6e    | HC Benešov             | 30 | 15 | 6 | 9  | 98  | 83  | 36  |
| 7e    | HC ZVVZ Milevsko       | 30 | 14 | 4 | 12 | 111 | 98  | 32  |
| 8e    | HC Benátky nad Jizerou | 30 | 14 | 2 | 14 | 117 | 108 | 30  |
| 9e    | TJ SC Kolín            | 30 | 11 | 7 | 12 | 107 | 108 | 29  |
| 10e   | UHK UK LEV Slaný       | 30 | 11 | 4 | 15 | 99  | 104 | 26  |
| 11e   | HC Tábor               | 30 | 12 | 2 | 16 | 95  | 121 | 26  |
| 12e   | HC Kobra Praha         | 30 | 7  | 8 | 15 | 90  | 128 | 22  |
| 13e   | HC Most                | 30 | 8  | 5 | 17 | 98  | 133 | 21  |
| 14e   | HC Prague              | 30 | 9  | 3 | 18 | 81  | 120 | 21  |
| 15e   | HC Mariánské Lázně     | 30 | 6  | 4 | 20 | 59  | 131 | 16  |
| 16e   | HC Příbram             | 30 | 4  | 4 | 22 | 73  | 133 | 12  |

### Groupe B
| Place | Équipe                      | PJ | V  | D | N  | BP  | BC  | Pts |
| ----- | --------------------------- | -- | -- | - | -- | --- | --- | --- |
| 1er   | HC Třebíč                   | 30 | 22 | 3 | 5  | 134 | 47  | 47  |
| 2e    | HC Poruba                   | 30 | 21 | 4 | 5  | 130 | 78  | 46  |
| 3e    | HC Šumperk                  | 30 | 20 | 4 | 6  | 119 | 68  | 44  |
| 4e    | HC Excalibur Znojemští Orli | 30 | 20 | 3 | 7  | 146 | 63  | 43  |
| 5e    | HC Senators Rosice          | 30 | 15 | 3 | 12 | 114 | 92  | 33  |
| 6e    | Žďár nad Sázavou            | 30 | 15 | 3 | 12 | 111 | 96  | 33  |
| 7e    | HC Orlová                   | 30 | 15 | 3 | 12 | 118 | 109 | 33  |
| 8e    | HC TJ Šternberk             | 30 | 14 | 3 | 13 | 112 | 94  | 31  |
| 9e    | HC Frýdek-Místek            | 30 | 13 | 4 | 13 | 90  | 106 | 30  |
| 10e   | Ytong Brno                  | 30 | 9  | 5 | 16 | 80  | 101 | 23  |
| 11e   | Uherské Hradiste            | 30 | 10 | 3 | 17 | 90  | 141 | 23  |
| 12e   | HC Nový Jičín               | 30 | 9  | 3 | 18 | 85  | 117 | 21  |
| 13e   | HC LEV Hradec Králové       | 30 | 8  | 5 | 17 | 79  | 112 | 21  |
| 14e   | HK Kroměříž                 | 30 | 7  | 5 | 18 | 86  | 130 | 19  |
| 15e   | SK Jihlava                  | 30 | 8  | 3 | 19 | 71  | 133 | 19  |
| 16e   | HC Krnov                    | 30 | 6  | 2 | 22 | 63  | 141 | 14  |

### Playoffs
Les huit équipes des deux groupes se rencontrent lors d’une série de deux matchs avec l’inversion du classement : le premier du groupe A joue contre le dernier du groupe B, … À l’issue de ce premier tour, un second tour oppose deux à deux les équipes ayant gagné le tour précédent pour jouer ensuite une phase de promotion.
| Šumperk        | 3-1 / 1-5 | Chomutov |
| Znojemští      | 4-0 / 2-0 | Decín    |
| Mladá Boleslav | 3-4 / 2-3 | Poruba   |
| Kadaň          | 0-3 / 3-4 | Třebíč   |

| Chomutov  | 0-3 / 3-3 | Třebíč         |
| Znojemští | 2-0 / 1-1 | Mladá Boleslav |

## Poules de relégation

### Barrages de qualification pour l’Extraliga
Les deux clubs de Jihlava et Opava finissant aux deux dernières places du classement de la saison régulière de l’Extraliga, ils doivent jouer une phase de barrage pour conserver leur place en ligue élite contre les deux meilleures équipes de la 1. liga, Kralupy et Karlovy Vary.
| Domicile | Score             | Extérieur |
| -------- | ----------------- | --------- |
| Jihlava  | 4-2 (1-2,3-0,0-0) | Kralupy   |
| Jihlava  | 3-1 (2-0,0-0,1-1) | Kralupy   |
| Kralupy  | 3-1 (0-0,1-0,2-1) | Jihlava   |
| Kralupy  | 0-3 (0-2,0-1,0-0) | Jihlava   |
| Jihlava  | 7-0 (1-0,2-0,4-0) | Kralupy   |

| Domicile     | Score                          | Extérieur    |
| ------------ | ------------------------------ | ------------ |
| Opava        | 6-1 (0-0,2-0,4-1)              | Karlovy Vary |
| Opava        | 4-1 (0-1,2-0,2-0)              | Karlovy Vary |
| Karlovy Vary | 3-4 (TF) (1-1,2-1,0-1,0-0,0-1) | Opava        |
| Karlovy Vary | 4-2 (1-0,2-2,1-0)              | Opava        |
| Opava        | 1-3 (0-1,0-1,1-1)              | Karlovy Vary |
| Karlovy Vary | 5-4 (TF) (1-0,1-3,2-1,0-0,1-0) | Opava        |
| Opava        | 4-3 (2-1,1-2,1-0)              | Karlovy Vary |

Les deux clubs d’Extraliga vont conserver leur place en élite mais le HC Olomouc décidant de quitter la ligue, une place est libre et la licence est rachetée par Karlovy Vary.

### Barrages de qualification pour la 1. liga
Les deux dernières équipes de 1. liga jouent une phase de barrage pour conserver leur place face aux deux meilleures équipes de 2. liga qui se sont qualifiées à l’issue d’une phase de playoffs entre huit équipes.
| Domicile  | Score    | Extérieur |
| --------- | -------- | --------- |
| Sokolov   | 2-3 (TF) | Znojemští |
| Sokolov   | 0-1      | Znojemští |
| Znojemští | 5-1      | Sokolov   |
| Znojemští | 4-1      | Sokolov   |

| Domicile | Score | Extérieur |
| -------- | ----- | --------- |
| Karviná  | 2-3   | Třebíč    |
| Karviná  | 1-6   | Třebíč    |
| Třebíč   | 4-2   | Karviná   |
| Třebíč   | 4-3   | Karviná   |

Alors que les deux équipes d’Extraliga avaient réussi à conserver leur place en élite, les deux équipes de 1. liga sont reléguées et joueront la saison suivante en 2. liga. Usti nad Labem vend sa place dans la 1. liga au club de Chomutov.

### Barrages de qualification pour la 2. liga
- Slovan Louny 3-1 Holesák Havlíčkův Brod
- Kopřivnice 5-4 (TF) Nedvědice
- Donau České Budějovice 0-2 Nymburk
- Sokol Prague 2-6 Rokycany

Louny, Kopřivnice, Nymburk et Rokycany sont promus en 2. liga.